# Мармурова Арка

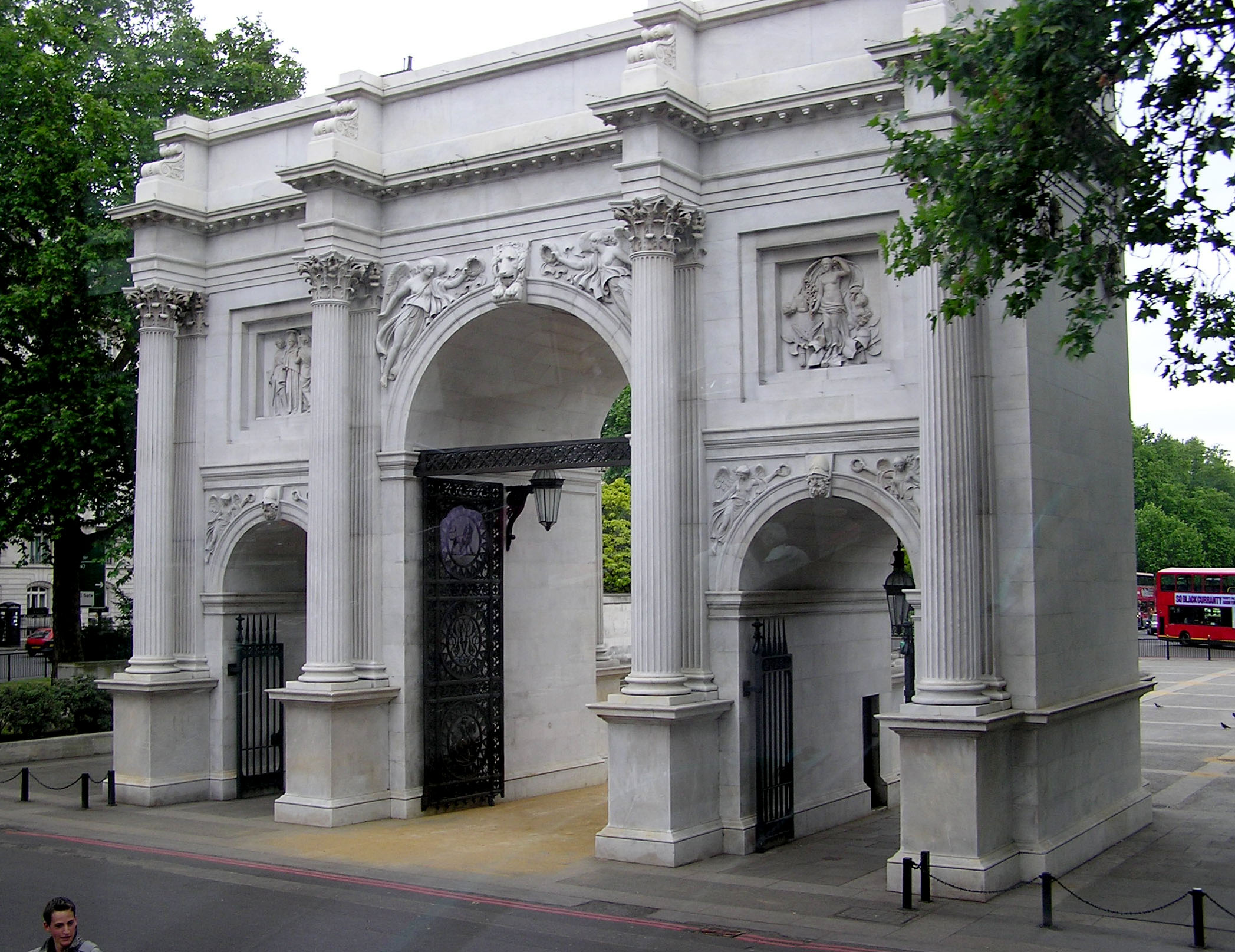
Мармурова Арка

Ма́рмурова А́рка (англ. Marble Arch) — тріумфальна арка, розташована біля Ораторського закутку в Гайд-парку, на західному кінці Оксфорд-стріт у Лондоні.
Найближчою станцією метро до Арки є названа на її честь станція Марбл-арч (центральна лінія).

## З історії зведення
Арку зведено в 1828 році відомим британським архітектором Джоном Нешем, що взяв за основу знамениту тріумфальну арку Костянтина в Римі.
Арку складено з каррарського мармуру.
Спершу Мармурову Арку було встановлено на вулиці Мелл як парадну браму до Букінгемського палацу, але під час будівництва нового флігеля палацу в 1851 році її перенесли на сучасне місце розташування.
Мармурова Арка розташована поруч з місцем, де в минулому містилась сумновідома шибениця Тайберн (англ. Tyburn), місце публічних страт від 1388 до 1793 року.